# Desechos marinos

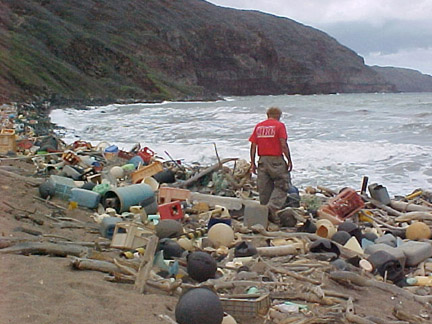
Desechos marinos en la sierra de Hawái.

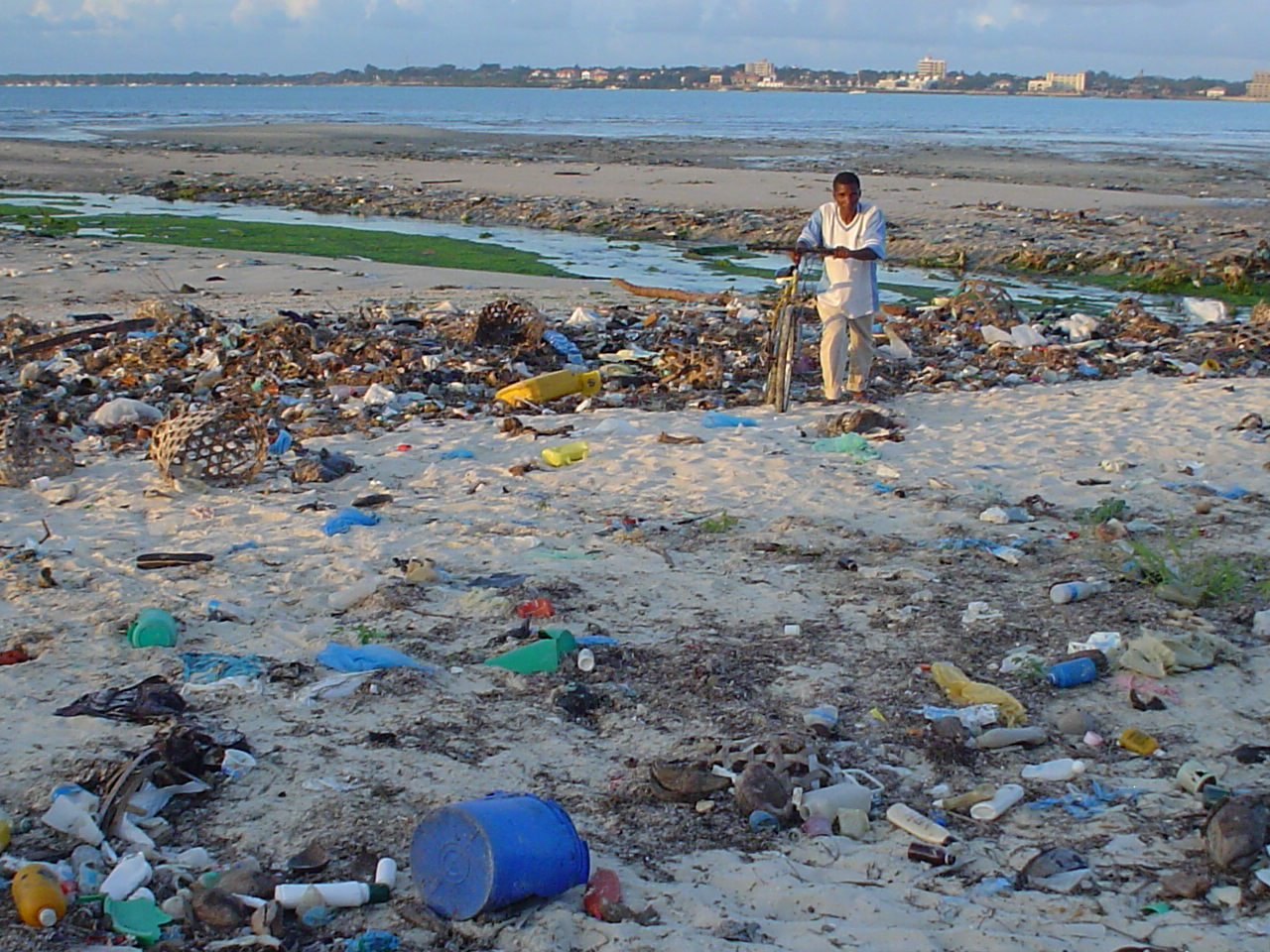
El problema es global. Esta es la playa Msasani en Dar es Salaam, Capital de Tanzania, en el Océano Índico.

Los desechos marinos, basura marina o detritos plásticos son desperdicios de actividades humanas que deliberadamente o accidentalmente flotan en lagos, mares, océanos y ríos. Los desechos oceánicos tienden a acumularse en los giros oceánicos (grandes sistemas de corrientes rotativas) y en la línea costera, es lavado al encallar, y es llamado basura playera (BBC).
El vertido de desechos al mar se llama en inglés ocean dumping.
Algunos desechos marinos, como la madera a la deriva, ocurre naturalmente. Las personas han arrojado al mar estos materiales durante cientos de años. Con el incremento del uso del plástico, la influencia humana se ha transformado en un problema, ya que muchos tipos de plásticos no son biodegradables. El plástico arrastrado por el agua es peligroso, pues supone una seria amenaza para peces, aves marinas, reptiles marinos, y mamíferos marinos, también para barcos y viviendas costeras. Contribuyen a este problema los vertidos al mar, derrames accidentales, envases, y la basura de vertederos arrastrada por el viento.

## Tipos de desechos

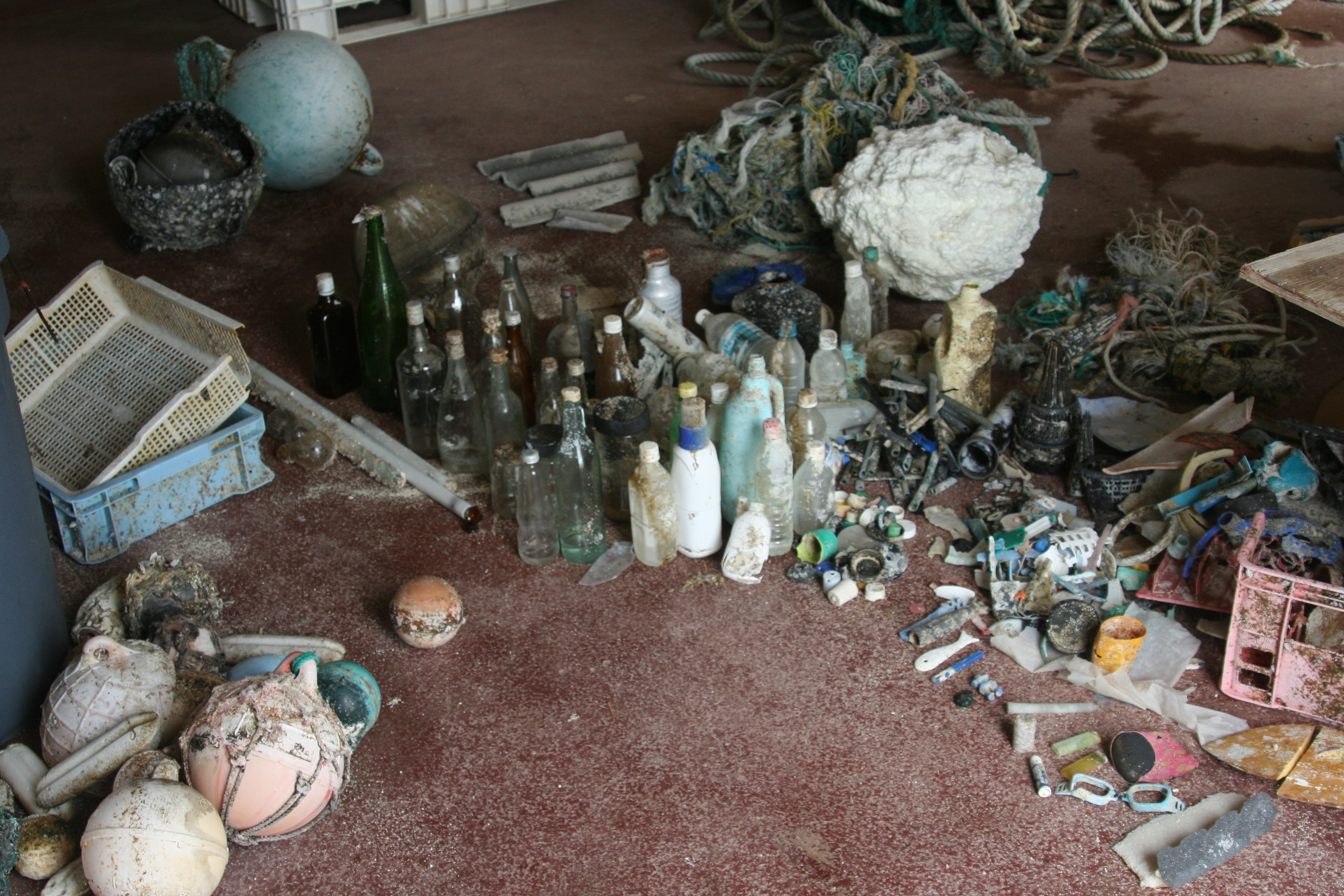
Desechos juntados durante un mes en la isla de Tern en las French Frigate Shoals.

Una gran variedad de objetos usados habitualmente pueden convertirse en desechos marinos; bolsas plásticas, globos, boyas, cuerdas, desperdicios médicos, botellas de vidrio y de plástico, encendedores de plástico, latas de bebidas, poliestireno extruido, hilos de pesca, redes y variados desperdicios de cruceros o plataformas petrolíferas son la mayor parte de los residuos encontrados flotando. Los envases de seis anillos (para latas) son usados para denunciar el daño que esta basura puede hacer a la vida marina.
Estudios han demostrado que el 80 % de los desechos marinos son plástico, un componente que se ha acumulado rápidamente desde después de la Segunda Guerra Mundial. Los plásticos se acumulan porque no se biodegradan como otras sustancias que sí lo hacen. Los plásticos se fotodegradan por exposición al sol, pero solo cuando están secos, ya que el agua inhibe la fotólisis.

### Redes Fantasmas
Redes de pesca dejadas o perdidas por pescadores en el océano – red fantasma – pueden enredar peces, delfines, tortugas marinas, tiburones, dugong dugones, cocodrilos, aves marinas, cangrejos y otras criaturas. Estas redes restringen el movimiento, causando hambre, laceraciones e infecciones, y la asfixia y muerte en animales que necesitan volver a la superficie para respirar. Todos estos animales mueren a causa de las redes.

### Polución por plástico
La contaminación por plástico tiene numerosos impactos negativos sobre los ecosistemas terrestres y acuáticos, la flora, la fauna y la salud humana. Anualmente, la contaminación por plástico daña a más de un millón de especies marinas, incluyendo más de cien mil tortugas y mamíferos marinos.
Existen numerosos tipos y formas de contaminación por plástico. Cada año son vertidos 8.8 millones de toneladas métricas de desechos plásticos. El principal origen de estos desechos plásticos es Asia, siendo China por sí misma la causante de 2.4 millones de toneladas métricas.
Además de los vertidos, la producción, el uso y la eliminación de plásticos es también uno de los principales contribuidores a las emisiones de gases de efecto invernadero. Con la evolución actual, se estima que podrían representar el 19 % del presupuesto global total de carbono para 2040.

### Pellets de plástico

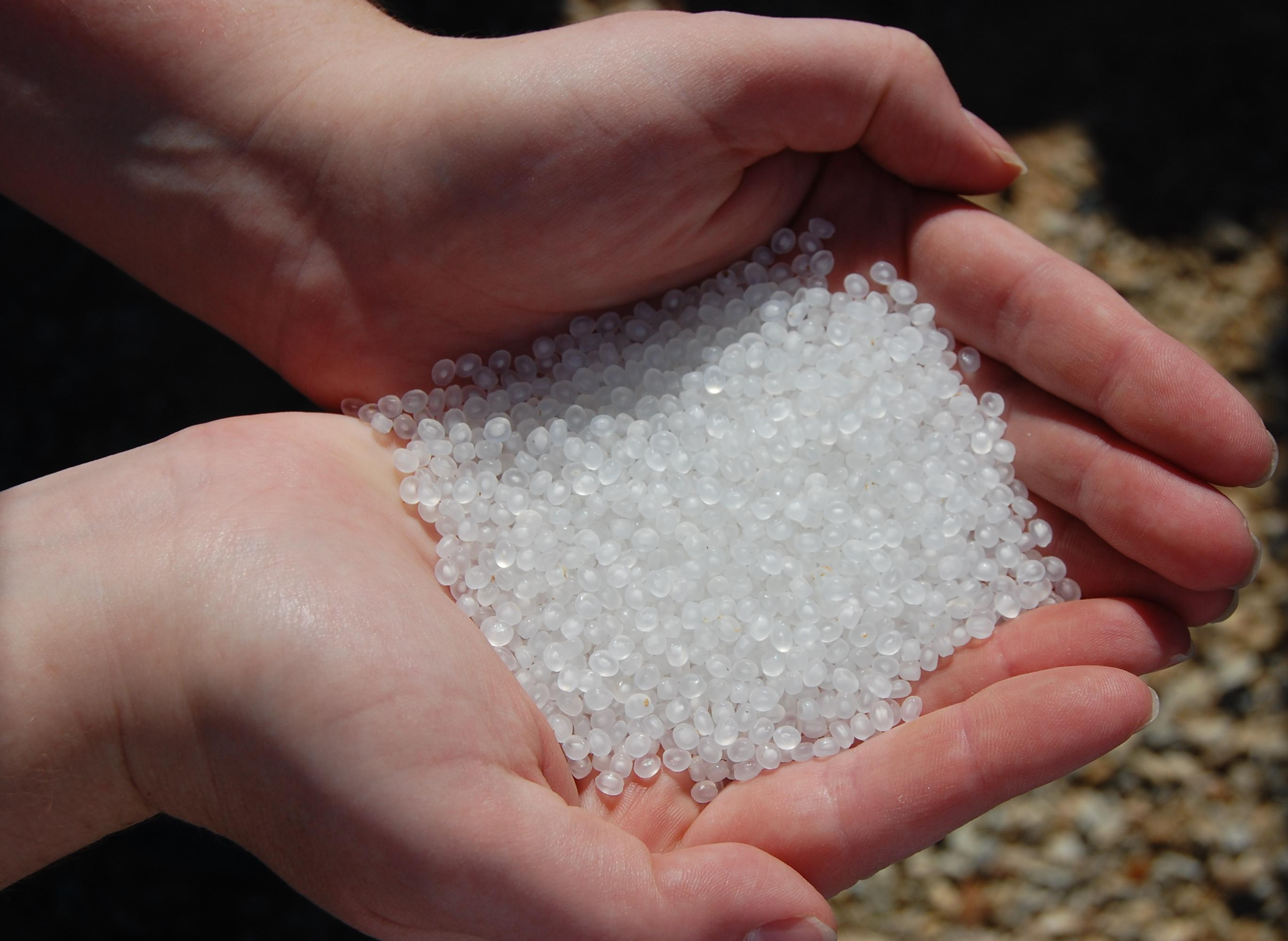
Manos llenas de nurdles (bolitas de plástico), derramados desde un tren en Pineville, Luisiana.

Los pellets de plástico, también conocidos como «lagrimas de sirena», son las bolitas de plástico y microesferas de plástico generalmente de menos de cinco milímetros de diámetro que se encuentran en las aguas marinas y en las costas. Constituyen un componente importante de los desechos marinos. Se usan como materias primas en la manufactura y fabricación de plásticos, y se estima que entran en ambientes naturales por derrames accidentales. También se generan por el desgaste físico de desechos plásticos de mayor talla. Visualmente los pelletes de plástico se parecen mucho a los huevos de peces.

## Fuentes de residuos

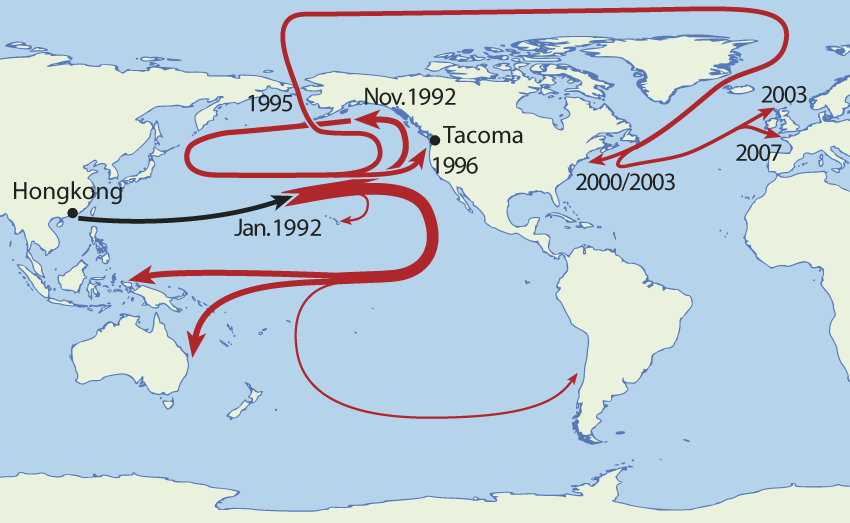
Viaje de los Friendly Floatees (juguetes perdidos por el buque portacontenedores).

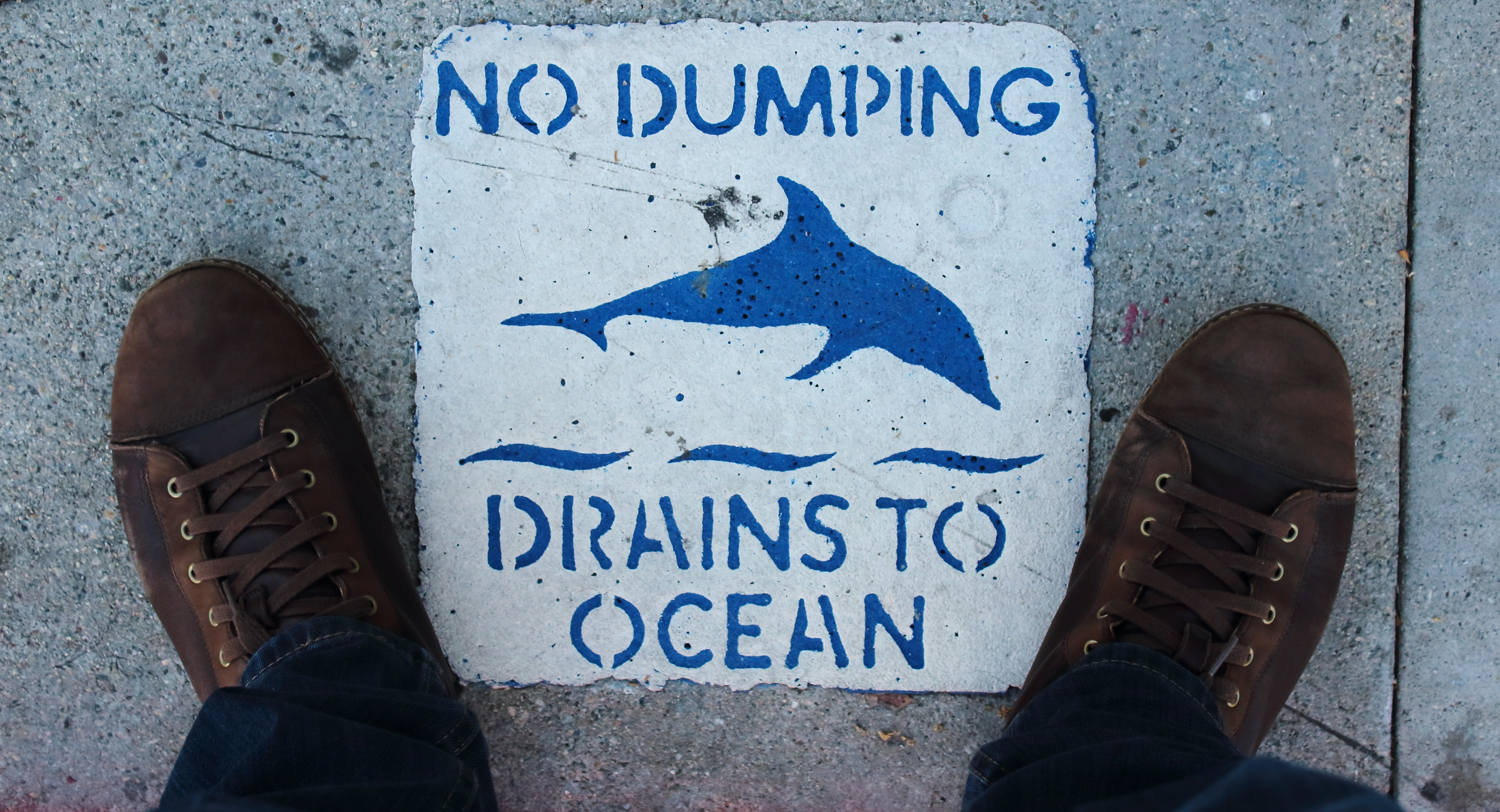
No dumping.

### Leyes de Estados Unidos

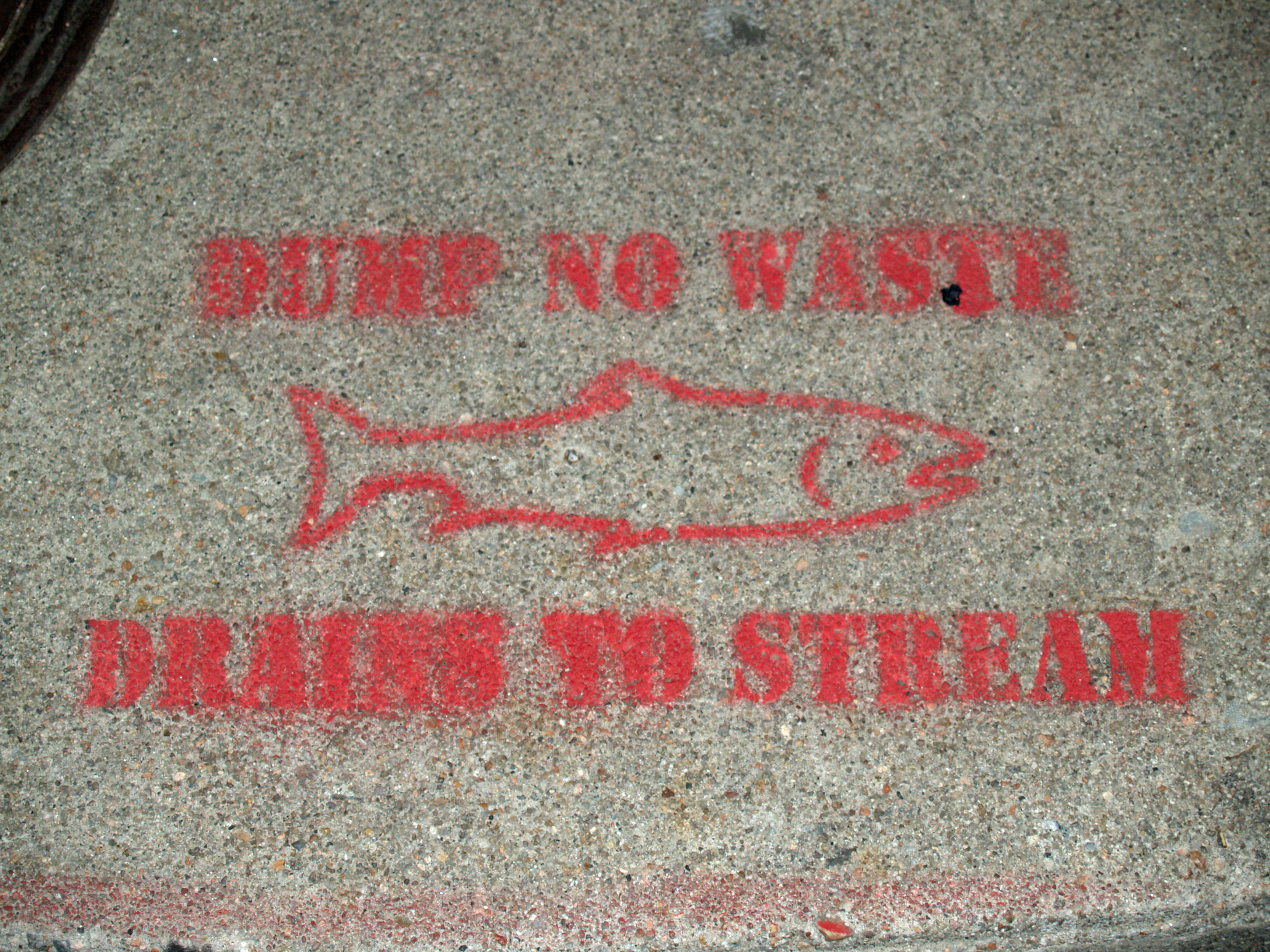
Una señal por encima de una alcantarilla en Colorado Springs advirtiendo a la gente de no contaminar el río por descarga de residuos. El ochenta por ciento del los residuos marinos llegan al mar por los ríos.

## La gran mancha de basura del Pacífico

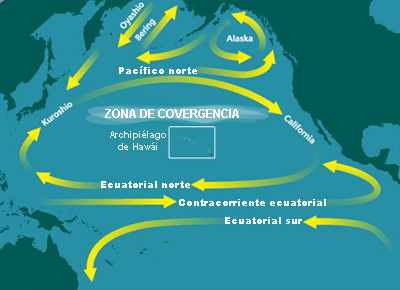
Corrientes marinas del Pacífico Norte con el giro hacia dentro, depositando los desechos en la zona de convergencia.

## Impacto ambiental

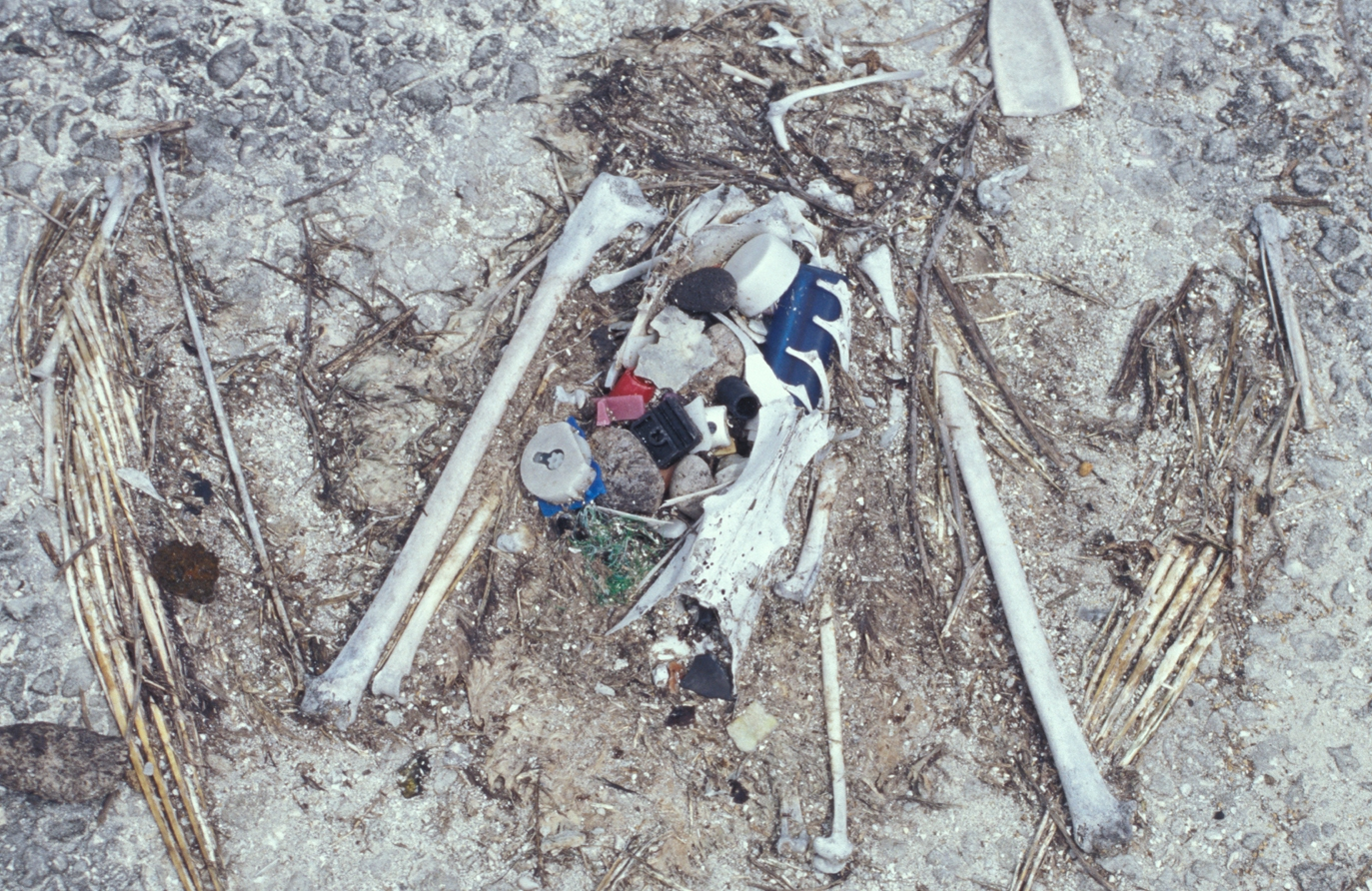
Restos de un albatros que consumió detritos plásticos.

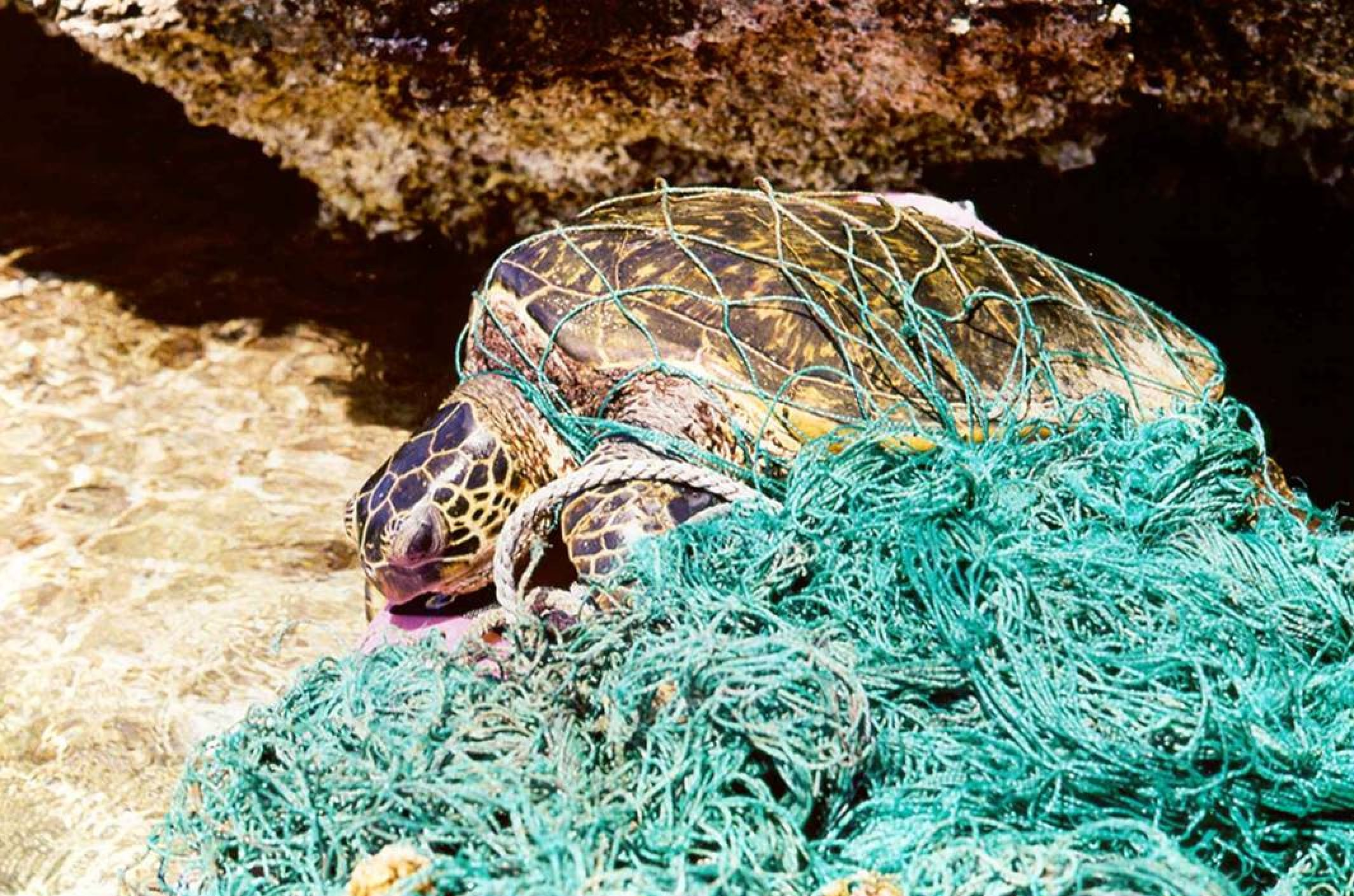
Una tortuga verde atrapada en una red fantasma, una red de pesca abandonada.

## Remoción de desechos

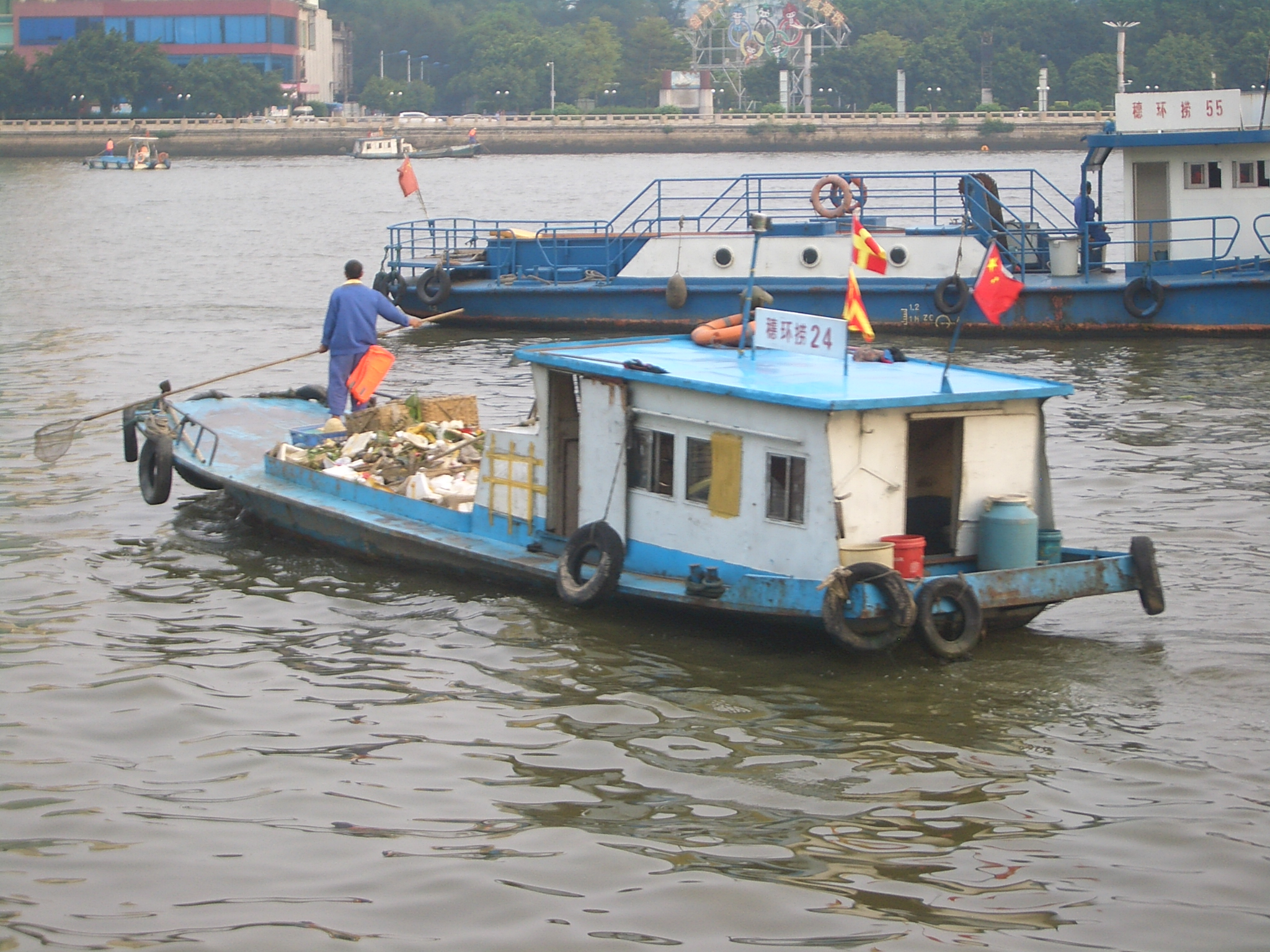
Dos botes comprometidos en la recogida de detritos flotantes de la superficie de Río Perla en Guangzhou, agrupándolos antes de que lleguen al Mar de la China Meridional.